# Аркус котангенс
Аркус котангенс је функција инверзна функцији котангенса на интервалу њеног домена [-π/2,π/2]. Користи се за одређивање величине угла када је позната вредност његовог котангенса. Може се дефинисати следећом функцијом:
{\displaystyle \operatorname {arcctg} \;x=\operatorname {ctg} ^{-1}x={\frac {i}{2}}\left(\log \left(1-{\frac {i}{x}}\right)-\log \left(1+{\frac {i}{x}}\right)\right)}
При чему треба важити да је x различито од нуле.

## Формуле
Следе неке од формула које се везују за аркус котангенс:
{\displaystyle \operatorname {arcctg} \;x={\frac {\pi }{2}}-\arctan x} (правило комплементних углова)
{\displaystyle \operatorname {arcctg} (-x)=\pi -\operatorname {arcctg} \;x\!}
{\displaystyle \operatorname {arcctg} \;{\frac {1}{x}}={\frac {\pi }{2}}-\operatorname {arcctg} \;x=\arctan x,\ } {\displaystyle \ x>0}
{\displaystyle \operatorname {arcctg} \;{\frac {1}{x}}={\frac {3\pi }{2}}-\operatorname {arcctg} \;x=\pi +\arctan x,\ } {\displaystyle \ x<0}
Извод:
{\displaystyle {\frac {d}{dx}}\operatorname {arcctg} \;x{}={\frac {-1}{1+x^{2}}}}
Представљање у форми интеграла:
{\displaystyle \operatorname {arcctg} \;x{}=\int _{x}^{\infty }{\frac {1}{x^{2}+1}}\,dx}
Представљање у форми бесконачне суме:
{\displaystyle {\begin{aligned}\operatorname {arcctg} x&{}={\frac {\pi }{2}}-\arctan x\\&{}={\frac {\pi }{2}}-(z-{\frac {x^{3}}{3}}+{\frac {x^{5}}{5}}-{\frac {x^{7}}{7}}+\cdots )\\&{}={\frac {\pi }{2}}-\sum _{n=0}^{\infty }{\frac {(-1)^{n}x^{2n+1}}{2n+1}};\qquad |x|\leq 1\qquad x\neq i,-i\end{aligned}}}